# Bouchebka
Bouchebka (بوشبكة) est une petite ville du centre-ouest de la Tunisie, située à quelques kilomètres de la frontière algéro-tunisienne, sur la route RN15. Elle constitue un point de passage entre la Tunisie et l'Algérie.